# Krzywa charakterystyczna
Krzywa charakterystyczna, krzywa Hurtera-Driffielda – polega na zależności między gęstością optyczną (D) a logarytmem ekspozycji (H) materiału światłoczułego.
Przedstawia ją układ współrzędnych (f to liczba przesłony):
D = f (log H)